# Zhou Pingwang
Zhou Pingwang (周平王, regeerperiode: 770-720 v. Chr.), persoonlijke naam Ji Yijiu (姬宜臼 of 宜咎), was de eerste heerser van de Oostelijke Zhou-dynastie (东周, 770 tot 221 v. Chr.). Hij was de oudste zoon van koning Zhou Youwang (周幽王) en koningin Shen (申后).
Als prins Yijiu kreeg hij een conflict met zijn vader en ging vervolgens in ballingschap in het thuisland van zijn moeder in Shen. Zijn grootvader, markies Shen (申侯) nam wraak en liet de koninklijke residentie in Hao aanvallen door de heer van Zeng (缯) en de Quanrong barbaren (犬戎). Vervolgens raakte hij in conflict met zijn broer over de troonopvolging, beide gesteund door een fractie van edelen.
Met de steun van de heren van Jin (晋), Zheng (郑) en Qin (秦) wist hij uiteindelijke het koningschap te verkrijgen. Aangezien hij ook rivaliteit ondervond van zijn halfbroer Bofu die veel status genoot en het koninklijk domein Zongzhou (in de huidige provincie Shaanxi) met als hoofdstad Hao door oorlogen volledig was uitgeput, koos hij ervoor zich te laten kronen in Luoyang (洛阳), de tweede stad in het oosten, die werd uitgeroepen tot de nieuwe hoofdstad van de Oostelijke Zhou-dynastie.
De invloed van de staat Zheng, waarvan hertog Zhuang de belangrijkste ministerpost bekleedde, werd zo groot dat Ping zich bedreigd voelde. Als tegenwicht benoemde Ping een edelman uit de staat Guo ook tot hoge minister. Dit riep een zodanige woede op bij hertog Zhuang dat Ping hem zijn zoon als gijzelaar moest geven om zijn vertrouwen te herwinnen.